# HMS Belleisle (1795)
El HMS Belleisle fue un navío de línea británico de 74 cañones de la clase Téméraire construido en los astilleros de Rochefort (Francia) entre 1791 y 1794. Sirvió inicialmente a la Marina francesa. Antes de su botadura, en agosto de 1791, estaba planeado que se llamara Lion. El 28 de septiembre de 1793 fue renombrado Marat, en honor al revolucionario Jean-Paul Marat, asesinado pocos meses antes. Sería botado con ese nombre, aunque poco tiempo después recibiría un tercer cambio, el 25 de mayo de 1795, al título de Formidable.
Fue capturado por el barco británico HMS Barfleur el 23 de junio de 1795 en la batalla de Groix, cerca del puerto de Lorient. Entró al servicio ese mismo año con el nombre de HMS Belleisle. Bajo el pabellón de la Royal Navy participó en la batalla de Trafalgar en octubre de 1805 al mando del capitán William Hargood. En diciembre de 1807 formó parte de la flota británica mandada a ocupar las Indias Occidentales Danesas.
En 1811 fue destinado a la bahía de Portsmouth y fue desguazado en 1814.

## Servicio en el Reino Unido
Bajo el mando del capitán Linois, durante la batalla de Groix (23 de junio de 1795), cerca de la ciudad de Lorient, el Formidable fue capturado por el HMS Barfleur, de la Royal Navy, que recogió el testigo francés y asignó al inquilino francés un nuevo nombre -al haber un Formidable en la armada-, que fue finalmente el del HMS Belleisle.

### Batalla de Trafalgar

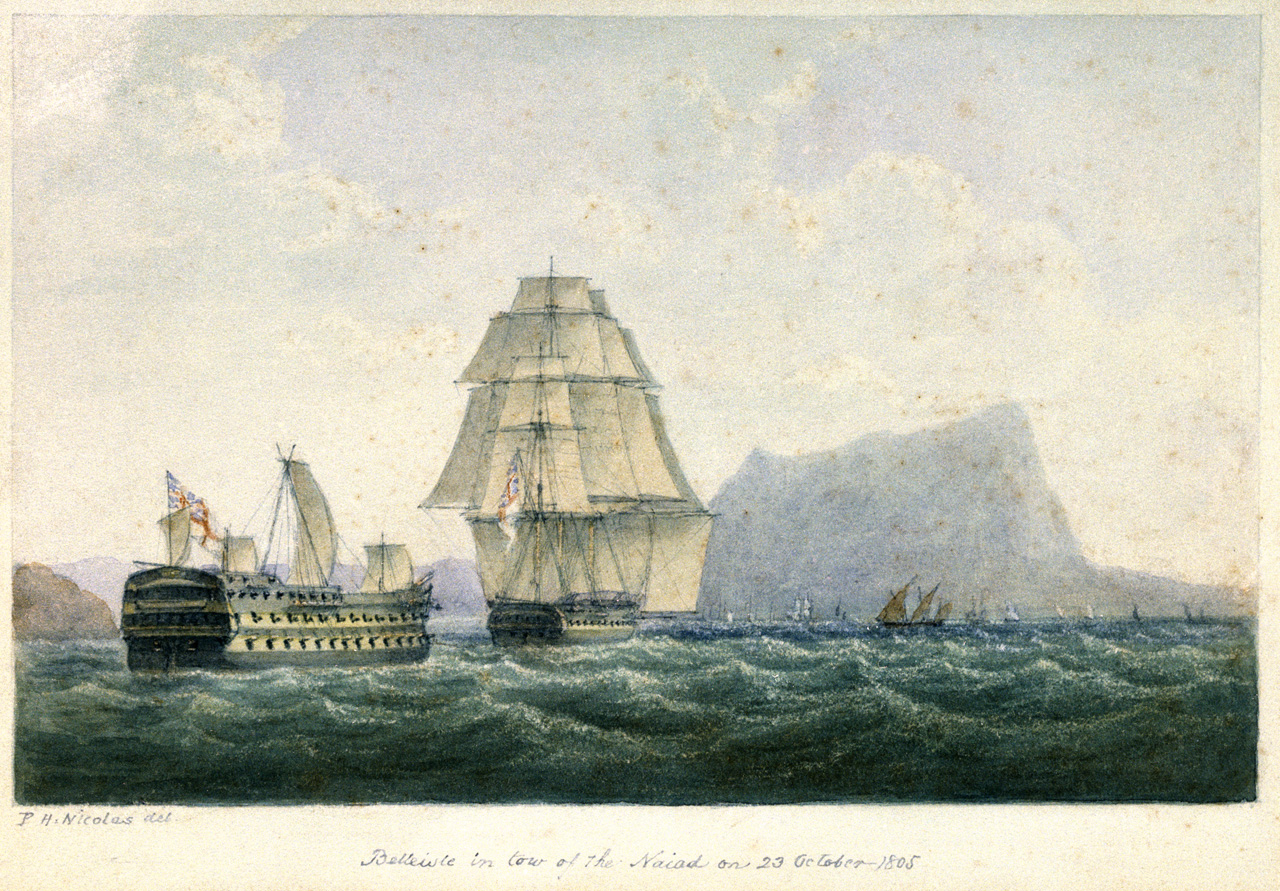
Cuadro representando la remolcación del HMS Belleisle.

Bajo el mando del capitán William Hargood, el HMS Belleisle ocupó el segundo lugar en la columna de sotavento durante la batalla de Trafalgar, el 21 de octubre de 1805. Fue atacada rápidamente por la combinada franco-española, que la desarmó rápidamente después de verse inutilizada en la mar por los fuegos de los barcos Achille, Aigle, Neptune, Fougueux, Santa Ana, Monarca y San Juan Nepomuceno.
El HMS Belleisle tuvo 33 muertos y 93 heridos. Su penoso estado obligó a la fragata HMS Naiad a remolcarlo a Gibraltar para evitar hundirse durante la tormenta que se produjo inmediatamente después de terminar la batalla.

### Indias Occidentales Danesas
Reino Unido continuaba preocupada por el papel que podía jugar en el futuro la neutral Dinamarca, país del que se recibió algunos informes que hablaban de una posible alianza con Napoleón Bonaparte. Designado el HMS Belleisle como buque insignia del contraalmirante Alexander Cochrane, fue destinada a la ocupación de las Indias Occidentales Danesas, un pequeño conjunto de islas de la corona danesa en las Antillas. La ocupación de las islas no ocurrió hasta diciembre de 1807, después de recibirse las noticias sobre la segunda batalla de Copenhague.

### Flota del Canal
El HMS Belleisle fue comisionado en 1811 a la flota del Canal, teniendo como destino la vigilancia de la bahía de Portsmouth. En 1814 se decidió desguazarlo.